# Anareia lineiger
Anareia lineiger är en insektsart som beskrevs av Vilbaste 1965. Anareia lineiger ingår i släktet Anareia och familjen dvärgstritar. Inga underarter finns listade i Catalogue of Life.